# Daisy Wright
Daisy Wright, född (uppgift saknas) i Storbritannien, död (uppgift saknas), var en brittisk friidrottare med löpgrenar som huvudgren. Wright var en pionjär inom damidrott, hon var världsrekordhållare i stafettlöpning 4 x 200 meter och blev medaljör vid den första damolympiaden 1921 och Damspelen 1922. 

## Biografi
Daisy Wright föddes i Storbritannien. Senare studerade hon vid Woolwich Polytechnic belägen i Greenwich i sydöstra London.
I ungdomstiden blev hon intresserad av friidrott och gick med i universitetets idrottsförening "London Olympiades Athletic Club" (senare "Polytechnic Ladies Athletic Club"). Hon tävlade främst i stafettlöpning men även kortdistanslöpning och häcklöpning. Hon var brittisk mästare i häcklöpning.
1921 deltog Wright vid de första Monte Carlospelen i Monaco. Under tävlingarna hon tog guldmedalj i stafettlöpning 4 x 75 meter (med Hilda Hatt, Alice Cast, Wright som tredje löpare och Mary Lines) samt silvermedalj i löpning 60 meter.
Den 30 oktober 1921 satte hon världsrekordet i stafettlöpning 4 x 220 yards/200 meter (med Agnes Garton, Alice Cast, Daisy Wright som tredje löpare och Mary Lines) under en landskamp i Paris. Segertiden 1:53,0 min blev också det första officiella världsrekordet i grenen.
1922 deltog Wright vid de andra Monte Carlospelen där hon tog guldmedalj i häcklöpning 65 meter och silvermedalj i stafettlöpning 4 x 75 meter (med Mary Lines, Ivy Lowman, Daisy Wright och Nora Callebout).
Senare samma år deltog hon i sina första brittiska mästerskap (Championships of England), där hon blev brittisk mästare när hon tog guldmedalj i häcklöpning 80 meter. Under 1922 anordnades dock flera tävlingar i friidrott för damer organiserade av engelska "Women’s Amateur Athletic Association" (WAAA) under samma beteckning och ingen fick officiell status.
1924 deltog Wright i sina första ordinarie brittiska mästerskap (WAAA Championships) där hon tog silvermedalj i häcklöpning vid tävlingar 28 juni på RMA Garrison Ground i Woolwich i sydöstra London
Senare drog Wright sig tillbaka från tävlingslivet.